# 아담 (음악가)
아담(1986년 9월 5일 ~)은 대한민국의 가수다. 2007년 타키온 싱글 앨범 [Feel Your Breeze]로 데뷔했다.

## 방송
- 배틀신화 (2005)
- 쇼바이벌 (2007)

## 음반
- 잊지마 (It Z Ma) (2017)
- 벚꽃이 피면 (2017)
- 치카치카 차카초 (2017)
- Lollipop (2017)
- 아담 Digital Single(뿅가 (XXX)) (2018)
- No Worries (2019)
- 창문에 난 네 이름을 써 (window) (2020)
- 그녀가 원하면 다 해줘요 (2020)
- She (2021)

### 타키온
- Feel Your Breeze (2007)

## 수상
- 문화관광부 선정 7월의 우수신인 음반상 (2007)